# جنگ‌های مذهبی اروپا

نبرد کوه سفید (۱۶۲۰) در بوهم یکی از نبردهای سرنوشت ساز جنگ سی‌ساله بود که در نهایت منجر به تبدیل اجباری مذهب جمعیت بوهمی به کاتولیک رومی شد.

جنگ‌های مذهبی اروپا مجموعه‌ای از جنگ‌هایی بود که در طول قرن‌های ۱۶، ۱۷ و اوایل قرن ۱۸ در اروپا به راه افتاد. پس از آغاز اصلاحات پروتستانی در سال ۱۵۱۷، جنگ‌ها نظم مذهبی و سیاسی را در کشورهای کاتولیک اروپا یا جهان مسیحیت مختل کرد.
انگیزه‌های دیگر در طول جنگ‌ها شورش، جاه طلبی‌های سرزمینی و درگیری‌های قدرت‌های بزرگ بود. در پایان جنگ سی‌ساله (۱۶۱۸–۱۶۴۸)، فرانسه کاتولیک با نیروهای پروتستان علیه سلطنت کاتولیک هابسبورگ متحد شد. جنگ‌ها تا حد زیادی با پیمان صلح وستفالی (۱۶۴۸) پایان یافت، که نظم سیاسی جدیدی را ایجاد کرد که اکنون به عنوان حاکمیت وستفالی شناخته می‌شود.
درگیری‌ها با شورش شوالیه‌ها (۱۵۲۲) آغاز شد و به دنبال آن جنگ بزرگ دهقانان آلمانی (۱۵۲۴–۱۵۲۵) در امپراتوری مقدس روم رخ داد. پس از اینکه کلیسای کاتولیک ضد اصلاحات را در سال ۱۵۴۵ علیه رشد پروتستانتیسم آغاز کرد، جنگ تشدید شد. این درگیری‌ها در جنگ سی‌ساله به اوج خود رسید که آلمان را ویران کرد و یک سوم جمعیت آن را کشت، نرخ مرگ و میر دو برابر جنگ جهانی اول. صلح وستفالی به‌طور گسترده با به رسمیت شناختن سه مذهب مسیحی مجزا در امپراتوری مقدس روم: کاتولیسیسم، لوتریانیسم و کالوینیسم، اختلافات را حل کرد. اگرچه بسیاری از کشورهای اروپایی در اثر کشته‌های زیاد در سال ۱۶۴۸ ضعیف شدند، اما جنگ‌های مذهبی کوچک‌تر تا دهه ۱۷۱۰ ادامه یافت، از جمله جنگ‌های سه پادشاهی (۱۶۳۹–۱۶۵۱) در جزایر بریتانیا، جنگ‌های ساووار-والدنزی (۱۶۵۵–۱۶۹۰) و جنگ توگنبورگ (۱۷۱۲) در آلپ غربی.

## تعاریف و بحث
جنگ‌های مذهبی اروپا به عنوان جنگ‌های اصلاح‌طلبی نیز شناخته می‌شود. در سال ۱۵۱۷، اعلامیه نود و پنج ماده‌ای مارتین لوتر تنها دو ماه طول کشید تا با کمک چاپخانه در سراسر اروپا پخش شود، و توانایی‌های امپراتور مقدس روم، کارل پنجم و پاپ برای مهار آن بسیار زیاد بود. در سال ۱۵۲۱، لوتر تکفیر شد، و شکاف درون مسیحیت غربی بین کلیسای کاتولیک روم و لوتری‌ها را مهر و موم کرد و در را برای دیگر پروتستان‌ها باز کرد تا در برابر قدرت پاپ مقاومت کنند.
اگرچه بیشتر جنگ‌ها با پیمان صلح وستفالی در سال ۱۶۴۸ پایان یافت، درگیری‌های مذهبی حداقل تا سال ۱۷۱۰ در اروپا ادامه داشت. اینها شامل جنگ‌های ساووار-والدنزیا (۱۶۵۵–۱۶۹۰)، جنگ نه‌ساله (۱۶۸۸–۱۶۹۷)، و انقلاب شکوهمند و جنگ ویلیامیت در ایرلند، و جنگ جانشینی اسپانیا بود (۱۷۰۱–۱۷۱۴). اینکه آیا این جنگ‌ها باید در جنگ‌های مذهبی اروپایی گنجانده شوند بستگی به تعریف «جنگ مذهبی» دارد و اینکه آیا این جنگ‌ها را می‌توان صرفاً «اروپایی» (یعنی بین‌المللی و نه داخلی) در نظر گرفت.
ماهیت مذهبی جنگ‌ها نیز مورد بحث قرار گرفته‌است، و با عوامل دیگری مانند ملی، سلسله‌ای (مثلاً می‌توان آنها را به‌طور همزمان به عنوان جنگ جانشینی توصیف کرد)، و منافع مالی در تضاد بود. محققان خاطرنشان کرده‌اند که برخی از جنگ‌های اروپایی در این دوره ناشی از اختلافات ناشی از اصلاحات نیست، مانند جنگ‌های ایتالیا (۱۴۹۴–۱۵۵۹، فقط شامل کاتولیک‌ها) و جنگ هفت‌ساله شمالی (۱۵۶۳–۱۵۷۰). ، فقط شامل لوتری‌ها می‌شود). برخی دیگر بر این واقعیت تأکید می‌کنند که اتحادهای بین مذهبی وجود داشته‌است، مانند دوک لوتری موریس زاکسنی که به امپراتور کاتولیک کارل پنجم در اولین جنگ اشمالکالدیک در سال ۱۵۴۷ کمک کرد تا به جای جان فردریک، پسرعموی لوتری او، شاهزاده انتخابگر زاکسن شود. پادشاه کاتولیک آنری دوم فرانسه از آرمان لوتری در جنگ دوم اشمالکالدیک در سال ۱۵۵۲ حمایت کرد تا پایگاه‌های فرانسه در دوک‌نشین لورن (لورن امروزی) را تضمین کند. دائرةالمعارف بریتانیکا معتقد است که «[جنگ‌های] مذهبی این دوره عمدتاً برای امنیت مراسم و منافع سیاسی انجام می‌شد».
در اواخر قرن بیستم، تعدادی از مورخان تجدیدنظر طلب مانند ویلیام ام. لامونت، جنگ داخلی انگلیس (۱۶۴۲–۱۶۵۱) را یک جنگ مذهبی تلقی کردند و جان موریل (۱۹۹۳) اظهار داشت: «جنگ داخلی انگلیس اولین جنگ اروپایی نبود. انقلاب: این آخرین جنگ مذهبی بود. این دیدگاه توسط مورخان مختلف پیش، پسا و ضد تجدیدنظرطلب مورد انتقاد قرار گرفته‌است. گلن برگس (۱۹۹۸) تبلیغات سیاسی نوشته شده توسط سیاستمداران و روحانیون پارلمانی در آن زمان را مورد بررسی قرار داد و خاطرنشان کرد که بسیاری از آنها به دلیل اعتقادات مذهبی پیوریتن خود برای حمایت از جنگ علیه چارلز یکم پادشاه کاتولیک انگلستان انگیزه داشتند یا ممکن است بوده باشند، اما سعی کردند مخالفت و شورش خود را در قالب یک شورش قانونی علیه پادشاهی که اصول اساسی قانون اساسی را زیر پا گذاشته بود و بنابراین باید سرنگون می‌شد، بیان و مشروعیت بخشند. آنها حتی به متحدان پارلمانی خود هشدار دادند که از استدلال‌های مذهبی برای طرح ادعای خود برای جنگ علیه پادشاه استفاده آشکار نکنند. با این حال، در برخی موارد ممکن است استدلال شود که آنها انگیزه‌های طرفدار انگلیسی و ضد کاتولیک خود را در پشت پارلمان قانونی پنهان کردند، برای مثال با تأکید بر اینکه کلیسای انگلستان دین قانونی و رسمی تأسیس شده‌است: «از این نظر، دفاع از جنگ مجلس، با هدف ظاهری قانونی-قانونی خود، به هیچ وجه راهی نیست که بگوید این مبارزه مذهبی نبود.

## مروری بر جنگ‌ها
تضادهای فردی که ممکن است در این موضوع متمایز شوند عبارتند از:
- جنگ‌های پیش از اصلاحات لوتری:
  - شورش اولدکاسل (۱۴۱۴) در انگلستان (گاهی تصور می‌شود که «پیش‌نمایش جنگ‌های مذهبی» است)
  - جنگ‌های هوسی (۱۴۱۹–۱۴۳۴) در سرزمین‌های پادشاهی بوهم.
- درگیری‌هایی که بلافاصله با اصلاحات مرتبط شد:
  - شورش شوالیه‌ها (۱۵۲۲–۱۵۲۳) در امپراتوری مقدس روم.
  - اولین شورش دالکارلیان (۱۵۲۴–۱۵۲۵) در سوئد.
  - جنگ دهقانان آلمان (۱۵۲۴–۱۵۲۶) در امپراتوری مقدس روم.
  - دومین شورش دالکارلیان (۱۵۲۷–۱۵۲۸) در سوئد.
  - جنگ‌های کاپل (۱۵۲۹–۱۵۳۱) در کنفدراسیون کهن سوئیس.
  - تسخیر ایرلند توسط تئودورها (۱۵۲۹–۱۶۰۳) و سلطه بر جمعیت کاتولیک ایرلند توسط پادشاهان تودور انگلستان و متحدان ایرلندی پروتستان آنها.
    - شورش کیلدر (۱۵۳۴–۱۵۳۵)
    - اولین شورش دزموند (۱۵۶۹–۱۵۷۳)
    - دومین شورش دزموند (۱۵۷۹–۱۵۸۳)
    - جنگ نه ساله (۱۵۹۳–۱۶۰۳)

  - سومین شورش دالکارلیان (۱۵۳۱–۱۵۳۳) در سوئد.
  - جنگ دو پادشاه (۱۵۳۱–۱۵۳۲) در اتحادیه کالمار (دانمارک و نروژ)
  - دشمنی کنت (۱۵۳۴–۱۵۳۶) در اتحادیه کالمار (دانمارک و نروژ)
  - شورش مونستر (۱۵۳۴–۱۵۳۵) در شاهزاده-اسقف‌نشین مونستر
  - شورش آناباپتیست (۱۵۳۵) در آمستردام.
  - شورش اولاو انگلبرکسون (۱۵۳۶–۱۵۳۷) در نروژ.
  - شورش بیگود (۱۵۳۷) در انگلستان
  - جنگ داکی (۱۵۴۲–۱۵۴۳) در سوئد.
- درگیری‌های پس از مرگ مارتین لوتر:
  - جنگ اول اشمالکالدیک (۱۵۴۶–۱۵۴۷) در امپراتوری مقدس روم.
  - شورش کتاب دعا (۱۵۴۹) در انگلستان.
  - نبرد Sauðafell (1550) در ایسلند.
  - جنگ اول اشمالکالدیک یا شورش شاهزادگان (۱۵۵۲–۱۵۵۵).
  - شورش ویات (۱۵۵۴) در انگلستان به دلیل تصمیم ماری یکم، ملکه انگلستان برای ازدواج با شاهزاده غیرانگلیسی کاتولیک فلیپه دوم اسپانیا. سرکوب این شورش توسط ماری باعث شد که او در میان پروتستان‌ها لقب «ماری خونین» را به خود اختصاص دهد.
  - جنگ‌های مذهبی فرانسه (۱۵۶۲–۱۵۹۸) در فرانسه.
  - جنگ هشتادساله (۱۵۶۶/۶۸–۱۶۴۸) در کشورهای سفلی.
  - جنگ کلن (۱۵۸۳–۱۵۸۸) در انتخابگرنشین کلن.
  - جنگ اسقف‌های استراسبورگ (۱۵۹۲–۱۶۰۴) در شاهزاده-اسقف‌نشین استراسبورگ.
  - جنگ علیه سیگیزموند (۱۵۹۸–۱۵۹۹) در اتحادیه لهستان-سوئد.
  - قیام بوسکای (۱۶۰۴–۱۶۰۶) در مجارستان و شاهزاده‌نشین ترانسیلوانی.
  - جنگ جانشینی یولیخ (۱۶۰۹–۱۰، ۱۶۱۴) در دوک‌نشین‌های متحد یولیش-کلوز-برگ
- .جنگ سی ساله (۱۶۱۸–۱۶۴۸)، در امپراتوری مقدس روم از جمله سلطنت هابسبورگ و بوهم و موراویا، فرانسه، دانمارک-نروژ و سوئد.
  - شورش بوهمی (۱۶۱۸–۱۶۲۰) بین اشراف پروتستان پادشاهی بوهم و پادشاه کاتولیک هابسبورگ آنها. این شورش جنگ سی‌ساله را آغاز کرد و باعث درگیری‌های اضافی در سایر نقاط اروپا شد و درگیری‌های دیگری را که از قبل در جریان بود، دربر گرفت.
  - جنگ‌های هسنی (۱۵۶۷–۱۶۴۸) بین لنت‌گراف‌نشین لوتری هسن-دارمشتات (عضو اتحادیه کاتولیک) و لنت‌گراف‌نشین کالوینیست هسن-کاسل (عضو اتحادیه پروتستان).
- شورش‌های اوگنو (۱۶۲۱–۱۶۲۹) در فرانسه.
- جنگ‌های سه پادشاهی (۱۶۳۹–۱۶۵۱) که بر انگلستان، اسکاتلند و ایرلند تأثیر گذاشت.
  - جنگ‌های اسقف‌ها (۱۶۳۹–۱۶۴۰)
  - جنگ داخلی انگلیس (۱۶۴۲–۱۶۵۱)
  - اسکاتلند در جنگ‌های سه پادشاهی (۱۶۴۸–۱۶۵۱)
  - جنگ‌های کنفدراسیون ایرلندی (۱۶۴۱–۱۶۵۳) و فتح ایرلند توسط الیور کرامول(۱۶۴۹–۱۶۵۳)
- جنگ‌های پس از پیمان وستفالی:
  - جنگ حکم دوسلدورف (۱۶۵۱)
  - جنگ‌های ساوایی- والدنزیا (۱۶۵۵–۱۶۹۰) با عید پاک پیمونتی (Pasque piemontesi) در آوریل ۱۶۵۵ در دوک‌نشین ساوی آغاز شد.
  - جنگ اول ویلمرگن (۱۶۵۶) در کنفدراسیون کهن سوئیس.
  - جنگ دوم انگلیس و هلند (۱۶۶۵–۱۶۶۷) بین انگلستان و جمهوری هلند
  - جنگ نه ساله (۱۶۸۸–۱۶۹۷).
    - انقلاب شکوهمند (۱۶۸۸–۱۶۸۹) در انگلستان.
    - جنگ ویلیامیت در ایرلند (۱۶۸۸–۱۶۹۱).
    - ظهور یعقوبیت در سال ۱۶۸۹ در اسکاتلند شاهد بود که کاتولیک‌های رومی و توری‌های انگلیکان از پادشاه مخلوع کاتولیک جیمز استوارت حمایت می‌کردند که علیه کالوینیست تازه به تخت نشسته ویلیام اورانژ و متحدان پروتستانش، اسلحه به دست گرفتند. با این حال، مؤلفه مذهبی ممکن است به عنوان عامل ثانویه در نظر گرفته شود.

  - جنگ جانشینی اسپانیا (۱۷۰۱–۱۷۱۴) در سراسر اروپا یک مؤلفه مذهبی قوی داشت.
  - جنگ در سیون (۱۷۰۲–۱۷۱۰) در فرانسه.
  - جنگ توگنبورگ (جنگ دوم ویلمرگن) (۱۷۱۲) در کنفدراسیون کهن سوئیس.

## امپراتوری مقدس روم

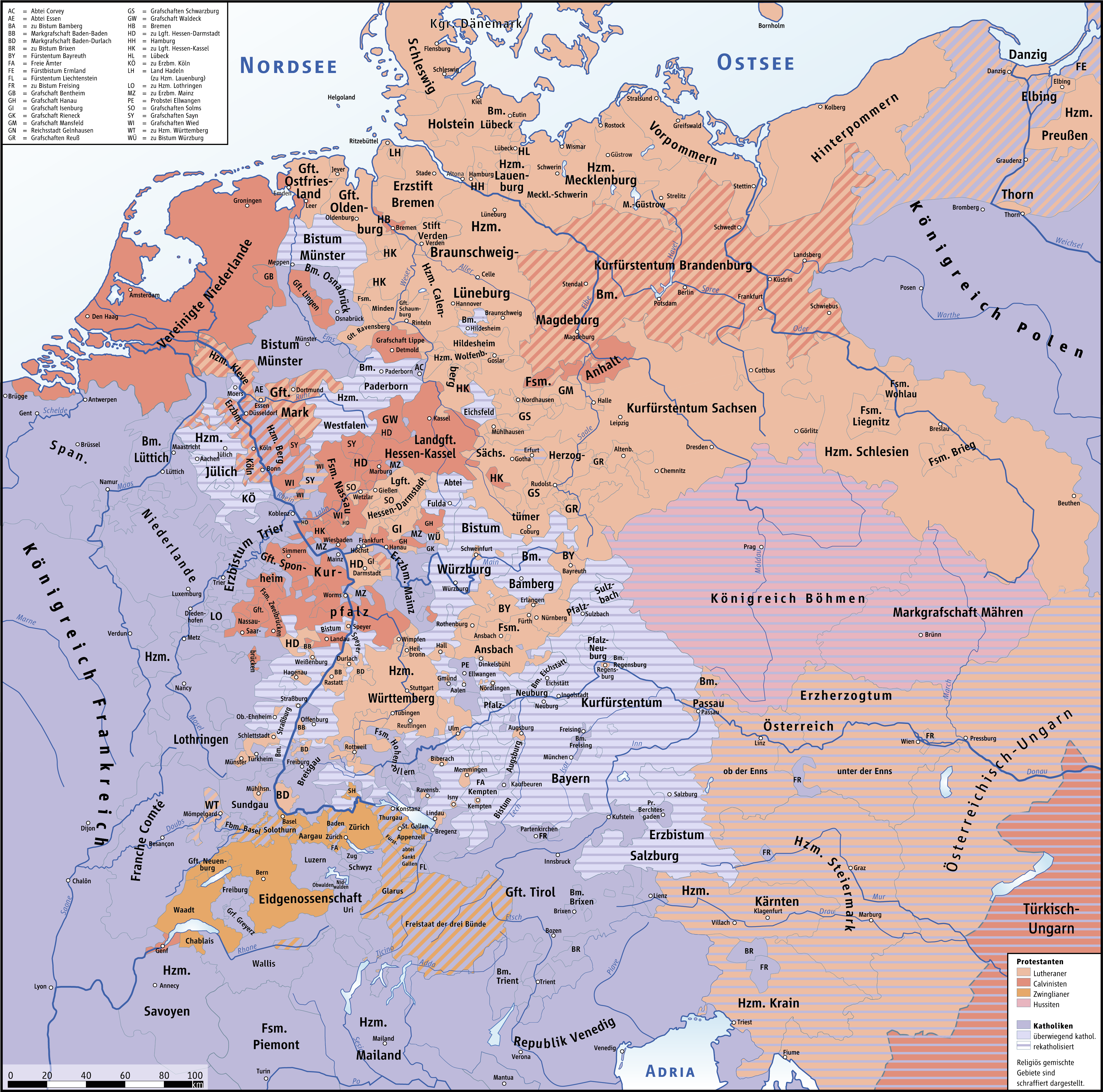
وضعیت مذهبی در امپراتوری مقدس روم در آغاز جنگ سی‌ساله در سال ۱۶۱۸.

امپراتوری مقدس روم، که آلمان امروزی و قلمرو اطراف آن مانند اتریش، چک، اسلواکی، مجارستان هلند، بلژیک، لوکزامبورگ را در بر می‌گرفت، منطقه‌ای بود که بیشتر توسط جنگ‌های مذهبی ویران شده بود. امپراتوری مجموعه‌ای تکه‌تکه از دولت‌های عملاً مستقل بود که یک امپراتور مقدس منتخب به عنوان فرمانروای اصلی آنها بود. پس از قرن چهاردهم، این مقام معمولاً در اختیار یک شخص از دودمان هابسبورگ بود. دودمان اتریشی هابسبورگ، که کاتولیک باقی ماند، به تنهایی یک قدرت بزرگ اروپایی بود که بر حدود هشت میلیون نفر در آلمان، اتریش، بوهم و مجارستان کنونی حکومت می‌کرد. امپراتوری همچنین دارای قدرت‌های منطقه‌ای بود، مانند انتخابگرنشین‌های بایرن، زاکسن، پفالتس، مارگراف‌نشین براندنبورگ، لنت‌گراف‌نشین هسن، اسقف اعظم تریر و وورتمبرگ. تعداد زیادی از دوک‌نشین‌های مستقل کوچک، شهرهای آزاد امپراتوری، کلیساها، اسقف‌ها و اربابان کوچک خاندان‌های مستقل، امپراتوری را دربرگرفتند.
لوترانیسم، از زمان پیدایش خود در ویتنبرگ در سال ۱۵۱۷، در آلمان و همچنین بخش‌های آلمانی زبان هوسی بوهم (جایی که جنگ‌های هوسی از ۱۴۱۹ تا ۱۴۳۴ رخ داد و هوسی‌ها تا زمان نبرد کوه سفید در سال ۱۶۲۰ اکثریت جمعیت باقی ماندند). موعظه مارتین لوتر و بسیاری از پیروانش باعث افزایش تنش در سراسر اروپا شد. در شمال آلمان، لوتر تاکتیک جلب حمایت شاهزادگان محلی و نخبگان شهری را در مبارزه خود برای تصرف و تأسیس مجدد کلیسا در امتداد خطوط لوتری اتخاذ کرد. انتخابگر زاکسن، لنت‌گراور هسن و دیگر شاهزادگان آلمان شمالی، نه تنها از لوتر در برابر فرمان غیرقانونی صادر شده توسط امپراتور مقدس روم، کارل پنجم، محافظت کردند، بلکه از قدرت دولتی برای تحمیل آداب عبادت لوتری در سرزمین‌های خود استفاده کردند. این اصلاحات، اصلاحات سلطنتی نامیده می‌شود. اموال کلیسا مصادره شد و آداب عبادت کاتولیک در اکثر مناطقی که اصلاحات لوتری را پذیرفتند ممنوع شد. درگیری‌های سیاسی که به این ترتیب در داخل امپراتوری ایجاد شد، تقریباً ناگزیر به جنگ منجر شد.
شورش شوالیه‌ها سال ۱۵۲۲ شورش تعدادی از شوالیه‌های آلمانی پروتستان و اومانیست مذهبی به رهبری فرانتس فون سیکینگن علیه کلیسای کاتولیک روم و امپراتور مقدس روم بود. آن را «شورش بارون‌های بینوا» نیز می‌نامند. این شورش کوتاه مدت بود، اما الهام بخش شورش دهقانان آلمانی ۱۵۲۵–۱۵۲۷ بود.

### شورش آناباپتیست‌ها و دیگر رادیکال‌ها
اولین موج خشونت در مقیاس وسیع توسط جناح رادیکال‌تر جنبش اصلاح‌طلبی ایجاد شد، که طرفداران آن می‌خواستند اصلاحات کلی کلیسا را به اصلاحات کلی جامعه به‌طور کلی گسترش دهند. این اقدامی بود که شاهزادگان حامی لوتر حاضر به آن نبودند. جنگ دهقانان آلمانی در سال ۱۵۲۵/۱۵۲۴ یک شورش مردمی با الهام از آموزه‌های اصلاح‌طلبان رادیکال بود. این شامل مجموعه‌ای از شورش‌های اقتصادی و مذهبی توسط دهقانان آناباپتیست، مردم شهر و اشراف‌زادگان بود. این درگیری بیشتر در نواحی جنوبی، غربی و مرکزی آلمان مدرن رخ داد، اما مناطقی در همسایگی‌اش مانند سوئیس مدرن، اتریش و هلند را نیز تحت تأثیر قرار داد (به عنوان مثال، شورش آناباپتیست ۱۵۳۵ در آمستردام). در اوج خود، در بهار و تابستان ۱۵۲۵، حدود ۳۰۰هزار شورشی دهقانی درگیر آن بودند. تخمین‌های معاصر تعداد کشته‌شدگان را یکصدهزار نفر می‌دانند. این بزرگترین و گسترده‌ترین قیام مردمی اروپا قبل از انقلاب ۱۷۸۹ فرانسه بود.
اصلاح‌طلبان رادیکال مانند توماس مونتزر به دلیل ایده‌های سیاسی انقلابی خود در اوایل دهه ۱۵۲۰ مجبور به ترک شهرهای لوتری آلمان شمالی شدند. آنها دکترین‌های مذهبی و سیاسی انقلابی خود را در حومه بوهم، جنوب آلمان و سوئیس گسترش دادند. قیام دهقانان که به عنوان یک شورش علیه ستم فئودالی شروع شد، به جنگی علیه همه مقامات رسمی و تلاشی برای ایجاد یک جامعه مشترک المنافع ایده‌آل مسیحی با زور تبدیل شد. شکست کامل شورشیان در فرانکهاوزن در ۱۵ مه ۱۵۲۵، با اعدام مونتسر و هزاران تن از پیروان دهقان او انجام شد. مارتین لوتر خواسته‌های شورشیان را رد کرد و از حق حاکمان آلمان برای سرکوب قیام‌ها حمایت کرد، دیدگاه‌های خود را در بحث خود علیه انبوهی از دهقانان دزد و قاتل بیان کرد. این نقش عمده کای در رد آموزه‌های او توسط بسیاری از دهقانان آلمانی، به ویژه در جنوب داشت.
پس از جنگ دهقانان، دومین و مصمم‌تر تلاش برای ایجاد حکومت دینی در مونستر، در وستفالیا (۱۵۳۴–۱۵۳۵) انجام شد.

### کنفدراسیون سوئیس
در سال ۱۵۲۹ تحت رهبری هولدریخ زوینگلی، کانتون پروتستان و شهر زوریخ با سایر کانتون‌های پروتستان یک اتحاد دفاعی به نام Christliches Burgrecht منعقد کردند که شامل شهرهای کنستانتس و استراسبورگ نیز می‌شد. کانتون‌های کاتولیک در پاسخ با فردیناند اتریش اتحاد تشکیل داده بودند.

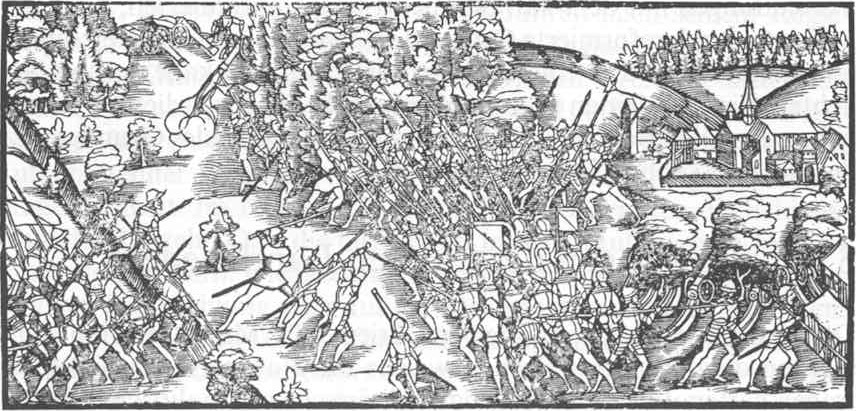
در نبرد دوم کاپل، هواداران زوینگلی شکست خوردند و خود زوینگلی کشته شد.

پس از حوادث جزئی و تحریکات متعدد از هر دو طرف، یک کشیش کاتولیک در تورگائو در ماه مه ۱۵۲۸ اعدام شد و کشیش پروتستان جی. کیسر در سال ۱۵۲۹ در شویز در آتش سوزانده شد.

### جنگ سی‌ساله

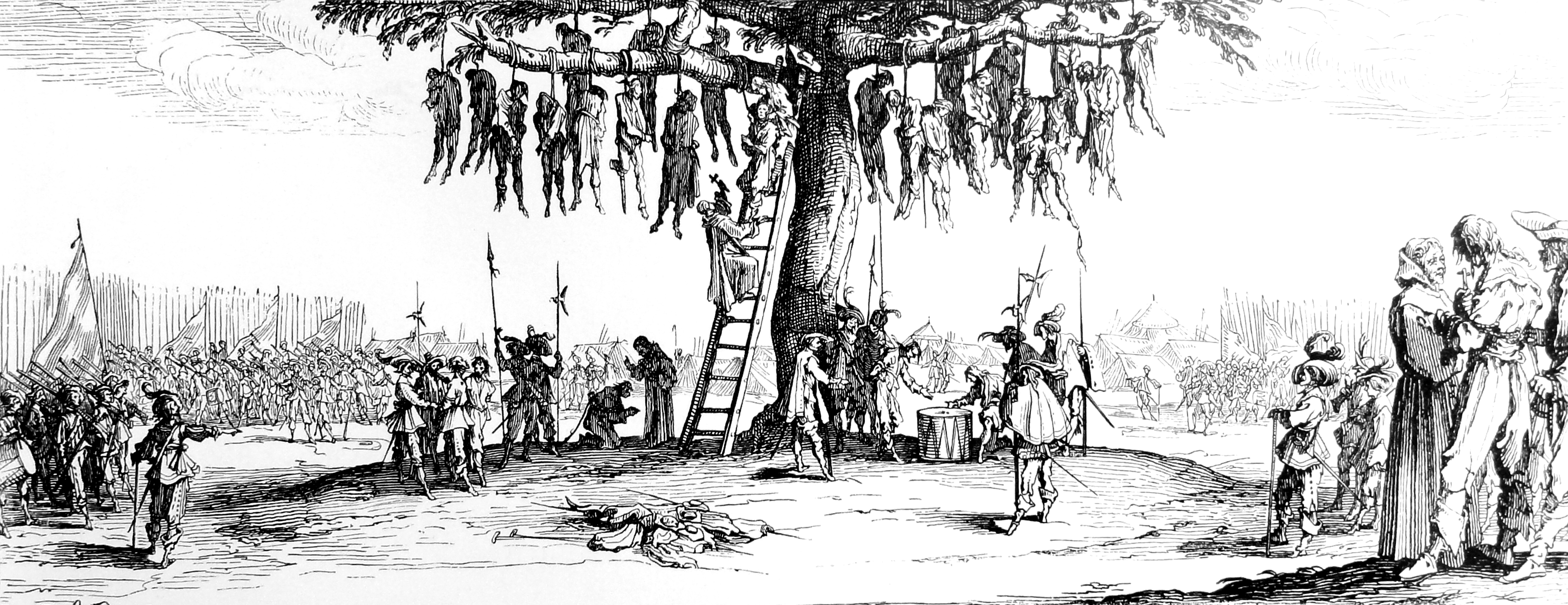
مصائب بزرگ جنگ نوشته ژاک کالو، ۱۶۳۲

در سال ۱۶۱۷ آلمان به شدت تقسیم شد و واضح بود که ماتیاس، امپراتور مقدس روم و پادشاه بوهم، بدون وارث خواهد مرد؛ بنابراین زمین‌های او به نزدیک‌ترین خویشاوند مذکرش، پسرعمویش فردیناند اهل اشتایر، می‌رسد. فردیناند، که توسط یسوعیان آموزش دیده بود، یک کاتولیک سرسخت بود. رد فردیناند به عنوان ولیعهد توسط بوهم عمدتاً هوسی باعث جنگ سی‌ساله در سال ۱۶۱۸ شد، زمانی که نمایندگان او در پراگ دفاع کردند.
جنگ سی‌ساله بین سالهای ۱۶۱۸ و ۱۶۴۸ عمدتاً در قلمرو آلمان امروزی درگرفت و اکثر قدرتهای بزرگ اروپایی در آن شرکت داشتند. به عنوان یک درگیری مذهبی بین پروتستان‌ها و کاتولیک‌ها در امپراتوری مقدس روم شروع شد، و به تدریج به یک جنگ عمومی تبدیل شد که بیشتر اروپا را درگیر کرد، به دلایلی که لزوماً به مذهب مربوط نمی‌شد. این جنگ ادامه رقابت فرانسه و هابسبورگ برای برتری در اروپا بود که بعداً منجر به جنگ مستقیم بین فرانسه و اسپانیا شد. مداخله نظامی قدرت‌های خارجی مانند دانمارک-نروژ و امپراتوری سوئد در طرف پروتستان، مدت جنگ و میزان ویرانی آن را افزایش داد. در مراحل آخر جنگ، فرانسه کاتولیک که از افزایش قدرت هابسبورگ بیم داشت، در طرف پروتستان نیز مداخله کرد.
تأثیر عمده جنگ سی‌ساله، که در آن ارتش‌های مزدور به‌طور گسترده مورد استفاده قرار گرفتند، ویرانی کل مناطقی بود که توسط ارتش‌های جستجوگر پاک شده بود. دوره‌های قحطی و بیماری گسترده جمعیت ایالت‌های آلمان و تا حدی کشورهای سفلی و ایتالیا را ویران کرد و در عین حال بسیاری از قدرت‌های درگیر را ورشکست کرد. جنگ با معاهده مونستر، بخشی از صلح گسترده‌تر وستفالی، پایان یافت.
در طول جنگ، جمعیت آلمان به‌طور متوسط ۳۰ درصد کاهش یافت. در قلمرو براندنبورگ، تلفات به نصف رسیده بود، در حالی که در برخی مناطق تخمین زده می‌شود دو سوم جمعیت جان خود را از دست دادند. جمعیت سرزمین چک یک سوم کاهش یافت. ارتش سوئد به تنهایی که ویرانگرتر از ارتش‌های دیگر جنگ سی ساله نبود، در طول ۱۷ سال تصدی خود در آلمان، ۲۰۰۰ قلعه، ۱۸۰۰۰ روستا و ۱۵۰۰ شهر را ویران کرد. برای چندین دهه ارتش و گروه‌های مسلح مانند گله گرگ در آلمان پرسه می‌زدند و مردم را مانند گوسفند سلاخی می‌کردند. یک گروه غارتگر حتی خود را به عنوان "گرگ‌نما نامیدند. خسارات زیادی به صومعه‌ها، کلیساها و دیگر نهادهای مذهبی وارد شد. این جنگ برای بخش‌های آلمانی‌زبان امپراتوری مقدس روم فاجعه بار بود. آلمان جمعیت و قلمرو خود را از دست داد و از این پس به صدها ایالت نیمه مستقل عمدتاً ناتوان تقسیم شد. قدرت امپراتوری به اتریش و سرزمین‌های هابسبورگ عقب‌نشینی کرد. هلند و سوئیس استقلال خود را تثبیت کردند. این صلح، شکاف مذهبی کاتولیک، لوتری، و کالوینیست در آلمان را با جمعیت‌هایی که یا تغییر مذهب دادند یا به مناطق تحت کنترل حاکمان مذهبی خود نقل مکان کردند، نهادینه کرد.

## کشورهای سفلی
در طول قرن‌های ۱۶ و ۱۷، هلند یا کشورهای سفلی، درگیر مبارزه‌ای به ظاهر بیهوده برای استقلال علیه مسلط‌ترین قدرت آن زمان، اسپانیا بود. مهم‌ترین چرخش سیاسی زمانی رخ داد که کارل پنجم اسپانیا، حاکمیت کشورهای سفلی را به پسرش فلیپه دوم منتقل کرد. در این برهه از تاریخ، کشورهای سفلی مجموعه‌ای از استان‌ها بودند که با هم مرتبط نبودند. فیلیپ دوم مسئولیت خود را از طریق یک سری مانورهای دیپلماتیک نادرست مدیریت کرد. برخلاف پدرش، او هیچ شناخت اولیه ای از افرادی که تحت هدایت او قرار می‌گرفتند نداشت. چارلز پنجم به این زبان صحبت می‌کرد. فیلیپ دوم این کار را نکرد. چارلز پنجم در بروکسل بزرگ شد. فیلیپ دوم یک خارجی محسوب می‌شد.
علیرغم این واقعیت که مردم هلند در آن زمان اکثراً کاتولیک رومی بودند، عنصر مذهبی عامل تعیین‌کننده ای در توسعه خصومت‌ها بود. اساس الهیات آنها در سنت لیبرال اراسموس در مقابل خط محافظه کار کلیسای اسپانیا بود. با این وجود، ادیان پروتستان، به ویژه کالوینیسم، در اوایل قرن شانزدهم به کشورهای پایین نفوذ کردند، زیرا این کشور مرکز اصلی تجارت بود. این دوره همچنین برای تفتیش عقاید شناخته شده بود. در زمان سلطنت چارلز، کشورهای پست تحت شکل پاپی تفتیش عقاید قرار گرفتند که در آن قوانین به ندرت اجرا می‌شد. حادثه ای در روتردام که شامل نجات چند بدعت گذار از آتش‌سوزی در آتش بود، فیلیپ را مجبور کرد شکل اسپانیایی تفتیش عقاید را معرفی کند. این کمک چندانی به ترویج وفاداری به اسپانیا نکرد.
کالوینیسم در فضای بازرگانی کشورهای پایین رشد کرد. بازرگانان نقش افراد غیر روحانی را در مجامع کالوینیستی دوست داشتند. کلیسای کاتولیک رومی به عنوان یک پدرسالار تسلیم ناپذیر تلقی می‌شد، و سلسله مراتب پرشور کلیسای کاتولیک رومی با وجود اینکه کاتولیک به عنوان یک نیروی مهم اجتماعی، اخلاقی و سیاسی از احترام برخوردار بود، خشمگین بود. بازرگانان از دین «جدید» استقبال کردند. تحمیل مالیات بر مشاغل و مردم کشورهای پایین قابل توجه نبود. این مالیات ماهیت یک جانبه داشت: توسط یک نهاد سیاسی خارجی وضع می‌شد و سود حاصل از مالیات به اسپانیا می‌رسید. اسپانیا در حال ساختن یک امپراتوری بود و کشورهای پست هزینه گزافی را پرداخت کردند.
در سال ۱۵۵۹ فیلیپ مارگارت پارما را به عنوان فرماندار منصوب کرد. او قدرت کمی داشت زیرا اختیارات او به دقت توسط مشاوران تعیین شده توسط فیلیپ محدود شده بود. این وسیله ای بود برای حفظ کنترل مطلق بر کشورهای پایین و وسیله ای عالی برای ترویج گسترش تفتیش عقاید. به سختی یک روز بدون اعدام نگذشت. مارگارت شفاعت کرد اما جنایات ادامه یافت. حتی کاتولیک‌ها هم‌اکنون به پروتستان‌ها پیوستند، زیرا فیلیپ اظهار داشت که ترجیح می‌دهد صد هزار جان را فدا کند تا اینکه سیاست خود را تغییر دهد. مقداری دیپلماسی مورد استفاده قرار گرفت و هنگامی که در ۶ مه ۱۵۶۶ سازش حاصل شد، فیلیپ از اقدامات خود کاست. در خلال آرامش متعاقب آن، پروتستان‌ها عبادت خود را در معرض دید عموم قرار دادند. گروهی به نام «گدایان» قدرت یافتند و به تشکیل ارتش قابل توجهی پرداختند.
در ۶ اوت ۱۵۶۶، فیلیپ یک سند رسمی را امضا کرد که در آن اعلام کرد که پیشنهاد عفو او برخلاف میلش از او دریافت شده‌است. او ادعا کرد که به سازش ۶ مه متعهد نیست و چند روز بعد، فیلیپ به پاپ اطمینان داد که هرگونه تعلیق تفتیش عقاید منوط به تأیید پاپ است. در پی آن سی کلیسا و صومعه ویران شدند. پروتستان‌ها با شکستن اشیاء مقدس، شکستن محراب‌ها و مجسمه‌ها و شکستن شیشه‌های رنگی وارد کلیساها شدند. اجساد را نبش قبر کردند و اجساد را برهنه کردند. در جبهه سیاسی، ویلیام اورانژ این فرصت را دید که از یک شورش در مقیاس بزرگ با هدف کسب استقلال از اسپانیا حمایت جمع کند. فیلیپ از مارگارت ناراضی شد و از فرصت استفاده کرد و او را برکنار کرد. انتخاب بسیار مهم بود. فیلیپ به جای انتخاب جانشینی که در زمینه دیپلماسی آموزش دیده بود، دوک آلوا را فرستاد تا بدقولی‌ها را از بین ببرد.
ویلیام اورانژ با سازماندهی سه ارتش تصمیم گرفت به مواضع اسپانیا حمله کند. او در هر سه نبرد شکست خورد و جنگ هشتاد ساله ادامه پیدا کرد (۱۵۶۸–۱۶۴۸).
هلتدی‌ها از نظر مالی توسط فرانسه حمایت می‌شدند و پول به کشتی‌ها حمل می‌شد زیرا کنترل اسپانیا بر دریاها توسط انگلیس شکسته شده بود. اسپانیا که عمیقاً درگیر جنگ سی‌ساله بود، تصمیم گرفت همه چیز را به هلندی‌ها بدهد تا در جنگ با فرانسوی‌ها آزاد باشد. معاهده مونستر در ۳۰ ژانویه ۱۶۴۸ امضا شد و به با به رسمیت شناختن استقلال هلند به عنوان یک دولت مستقل توسط اسپانیا، جنگ استقلال پایان یافت.

## فرانسه
درسال ۱۵۵۱ پادشاه آنری دوم پادشاه فرانسه، مانند پدرش فرانسوای یکم در سال ۱۵۳۲، در حمایت از شاهزادگان آلمانی پروتستان علیه هابسبورگ‌ها مداخله سیاسی و نظامی کرد. با این حال، هر دو پادشاه به شدت تلاش‌ها برای گسترش افکار لوتری در فرانسه را سرکوب کردند. هجوم سازمان یافته واعظان کالوینیست از ژنو و جاهای دیگر در طول دهه ۱۵۵۰ موفق به ایجاد صدها جماعت کالوینیست زیرزمینی در فرانسه شد.

### دهه ۱۵۶۰

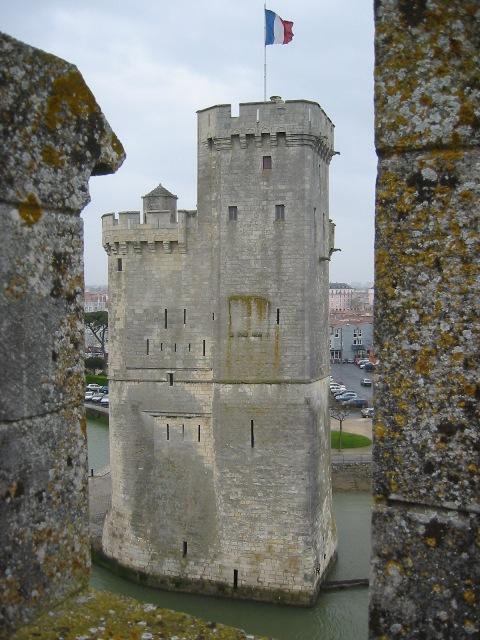
بندر مستحکم لاروشل در غرب فرانسه به یک دژ پروتستان تبدیل شد که دولت فرانسه طی دو محاصره طولانی بر سر آن جنگید.

در الگویی که به زودی در هلند و اسکاتلند آشنا شد، موعظه‌های زیرزمینی کالوینیسم و تشکیل اتحادهای پنهان با اعضای اشراف به سرعت منجر به اقدامات مستقیم تر برای به دست آوردن کنترل سیاسی و مذهبی شد. چشم‌انداز تصاحب املاک غنی کلیسا و زمین‌های رهبانی، اشراف را در بسیاری از نقاط اروپا به حمایت از اصلاحات "شاهزاده" سوق داده بود. در مارس ۱۵۶۰، " توطئه آمبویز " یا "Humult of Amboise" تلاشی از سوی گروهی از اشراف ناراضی برای ربودن پادشاه جوان فرانسوای دوم و از بین بردن خاندان کاتولیک گیز بود. زمانی که نقشه‌های آنها کشف شد، خنثی شد. اولین موارد عمده تخریب سیستماتیک تصاویر و مجسمه‌های پروتستانی در کلیساهای کاتولیک در روآن و لاروشل در سال ۱۵۶۰ رخ داد. سال بعد، حملات به بیش از ۲۰ شهر و شهرک گسترش یافت و به نوبه خود، گروه‌های شهری کاتولیک را به قتل‌عام و شورش در سنس، کاهور، کارکاسون، تور و دیگر شهرها تحریک کرد.  
در دسامبر ۱۵۶۰، فرانسوای دوم درگذشت و کاترین دو مدیچی به عنوان نایب‌السلطنه پسر جوانش شارل نهم شد. اگرچه او یک کاتولیک رومی بود، اما آماده بود که با خاندان پروتستان بوربون به خوبی برخورد کند؛ بنابراین او از تساهل مذهبی به شکل فرمان سن ژرمن (ژانویه ۱۵۶۲) حمایت کرد که به اوگنوها (پروتستان‌های فرانسه) اجازه می ک‌داد به‌طور عمومی در خارج از شهرها و به‌طور خصوصی در داخل آنها عبادت کنند. با این حال، در ۱ مارس، گروهی از نگهبانان خاندان گیز به یک سرویس غیرقانونی کالوینیست در Wassy-sur-Blaise در شامپاین حمله کردند. با شروع خصومت‌ها، این فرمان لغو شد.
این جنگ اول را تحریک کرد. بوربون‌ها با حمایت انگلیسی‌ها و به رهبری لوئی یکم دوبوربون، شاهزاده دو کنده و دریاسالار کولینی شروع به تصرف پادگان و شهرهای استراتژیک در امتداد لوار کردند. نبرد دروکس و نبرد اورلئان اولین درگیری‌های اصلی بودند. در فوریه ۱۵۶۳، در اورلئان، فرانسیس، دوک گیز ترور شد، و ترس کاترین از طولانی شدن جنگ، او را به میانجی‌گری آتش‌بس و فرمان آمبویز (۱۵۶۳)، که دوباره تحمل مذهبی کنترل شده عبادت پروتستان را فراهم کرد، سوق داد.
با این حال، این امر عموماً توسط کاتولیک‌ها و پروتستان‌ها رضایت بخش نبود. با افزایش ناآرامی‌های مذهبی در هلند، دمای سیاسی سرزمین‌های اطراف در حال افزایش بود. اوگنوها سعی کردند حمایت دولت فرانسه را برای مداخله در برابر نیروهای اسپانیایی که به هلند می‌رسیدند به دست آورند. در صورت عدم موفقیت، نیروهای پروتستان تلاش ناموفقی را برای تصرف و کنترل شاه شارل نهم در میو در سال ۱۵۶۷ انجام دادند. این امر باعث آغاز بیشتر خصومت‌ها شد (جنگ دوم) که با آتش‌بس نامطلوب دیگری به نام صلح لونگژومو (مارس ۱۵۶۸) به پایان رسید.
در سپتامبر همان سال، جنگ دوباره آغاز شد (جنگ سوم). کاترین و شارل این بار تصمیم گرفتند با خاندان گیز متحد شوند. ارتش اوگنو تحت فرماندهی لوئی یکم دوبوربون، شاهزاده کنده، و با کمک نیروهایی از جنوب شرقی فرانسه و گروهی از شبه نظامیان پروتستان از آلمان - شامل ۱۴۰۰۰ سرباز مزدور به رهبری دوک کالوینیست زوایبروکن، قرار داشت.   پس از کشته شدن دوک در جنگ، کنت منسفلد و ویلیام اورانژ هلندی و برادرانش لوئی و هنری جانشین وی شدند. بخش عمده‌ای از تأمین مالی اوگنوها از سوی ملکه الیزابت یکم انگلستان تأمین می‌شد. کاتولیک‌ها توسط دوک دانژو (بعدها پادشاه آنری سوم فرانسه) فرماندهی می‌شدند و نیروهایی از اسپانیا، کشورهای پاپ و دوک‌نشین بزرگ توسکانی به آنها کمک می‌کردند.  

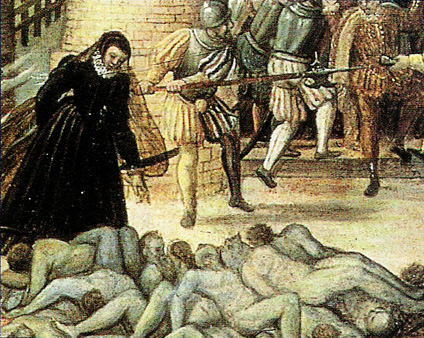
کشتار سن‌بارتلمی در سال ۱۵۷۲

ارتش پروتستان چندین شهر در مناطق پوآتو و سنتونژ (برای محافظت از لاروشل) و سپس آنگولم و کنیاک را محاصره کرد. در نبرد جارناک (۱۶ مارس ۱۵۶۹)، شاهزاده کنده کشته شد و دریاسالار دو کولینی مجبور شد فرماندهی نیروهای پروتستان را به دست گیرد. کولینی و سربازانش به سمت جنوب‌غربی عقب‌نشینی کردند و با گابریل، کنت دو مونتگومری مجدداً جمع شدند و در بهار ۱۵۷۰ تولوز را غارت کردند، مسیری را از جنوب فرانسه قطع کردند و از دره رون بالا رفتند تا به La Charité-sur-Loire رسیدند. بدهی سرسام آور سلطنتی و تمایل شارل نهم برای جستجوی راه حلی مسالمت آمیز   به صلح سن ژرمن آن لایه (۸ اوت ۱۵۷۰) منجر شد، که بار دیگر امتیازاتی را به اوگنوها داد. در سال ۱۵۷۲، افزایش تنش‌ها بین کاتولیک‌های محلی و نیروهای پروتستانی که در مراسم عروسی آنری، پادشاه پروتستان ناوار و خواهر پادشاه، مارگارت والووا شرکت کرده بودند، در کشتار سن‌بارتلمی به اوج خود رسید. این کشتار به جنگ‌های داخلی چهارم و پنجم در سال‌های ۱۵۷۲ و ۱۵۷۳–۱۵۷۶ شد.

### آنری سوم
هانری دوک آنژو در سال ۱۵۷۵ در ریمز به عنوان پادشاه آنری سوم فرانسه تاجگذاری کرد، اما خصومت‌ها - جنگ پنجم - قبلاً دوباره شعله‌ور شده بود. آنری به زودی خود را در موقعیت دشوار تلاش برای حفظ اقتدار سلطنتی در مواجهه با جنگ سالاران متخاصم که حاضر به سازش نبودند، یافت. در سال ۱۵۷۶، پادشاه فرمان بولیو را امضا کرد و امتیازات جزئی را به کالوینیست‌ها اعطا کرد، اما ششمین جنگ داخلی کوتاه در سال ۱۵۷۷ روی داد. هانری اول، دوک گیز، اتحادیه کاتولیک را برای محافظت از آرمان کاتولیک در فرانسه تشکیل داد. خصومت‌های بیشتر - جنگ هفتم (۱۵۷۹–۱۵۸۰) - با بن‌بست معاهده فلیکس به پایان رسید.
سازش شکننده در سال ۱۵۸۴ زمانی که کوچکترین برادر و وارث احتمالی پادشاه، فرانسوا، دوک آنژو، درگذشت، به پایان رسید. از آنجایی که آنری سوم پسری نداشت، طبق قانون سالیک، وارث بعدی تاج و تخت شاهزاده آنری، پادشاه کالوینیست ناوار بود. آنری سوم تحت فشار دوک گیز، با اکراه فرمانی مبنی بر سرکوب پروتستانیسم و لغو حق تاج و تخت آنری ناوار صادر کرد.
در دسامبر ۱۵۸۴، دوک گیز، معاهده جونویل را از طرف اتحادیه کاتولیک با فلیپه دوم اسپانیا امضا کرد، که کمک سالانه قابل توجهی را به اتحادیه ارائه کرد. این وضعیت به جنگ هشتم (۱۵۸۵–۱۵۸۹) تنزل یافت. آنری ناوار دوباره از شاهزادگان آلمانی و الیزابت یکم انگلستان کمک خارجی خواست. در همین حال، مردم کاملاً کاتولیک پاریس، تحت تأثیر کمیته شانزده، از آنری سوم و شکست او در شکست دادن کالوینیست‌ها ناراضی بودند. در ۱۲ می ۱۵۸۸، یک قیام مردمی موانعی را در خیابان‌های پاریس برافراشت و آنری سوم از شهر گریخت. کمیته شانزده کنترل کامل دولت را به دست گرفت و از دوک گیز در پاریس استقبال کرد. سپس گیز پیشنهاد تسویه حساب با یک رمز به عنوان وارث را ارائه کرد و خواستار جلسه‌ای از ایالات کل فرانسه شد که قرار بود در بلوآ برگزار شود.
شاه آنری تصمیم گرفت اول ضربه بزند. در ۲۳ دسامبر ۱۵۸۸، هانری گیز و برادرش، کاردینال دو گیز، در شاتوی سلطنتی بلوآ، به دامی کشیده شدند و به قتل رسیدند. دوک گیز در فرانسه بسیار محبوب بود و اتحادیه علیه شاه آنری اعلام جنگ علنی کرد. پارلمان پاریس علیه پادشاه، که اکنون با پسر عموی خود، آنری ناوار، برای جنگ علیه اتحادیه متحد شد، اتهام جنایی ایجاد کرد.
شارل دوک ماین، سپس رهبر اتحادیه کاتولیک شد. مطبوعات اتحادیه شروع به چاپ رساله‌های ضد سلطنتی با نام‌های مستعار مختلف کردند، در حالی که سوربن اعلام کرد که عزل آنری سوم عادلانه و ضروری است. در ژوئیه ۱۵۸۹، در اردوگاه سلطنتی در سنت کلود، راهبی به نام ژاک کلمان نزد پادشاه حاضر شد و چاقوی بلندی را به طحال او فروکرد. کلمان در همان‌جا اعدام شد و اطلاعاتی که چه کسی او را استخدام کرده بود با خود برد. در بستر مرگ، آنری سوم، آنری ناوار را فراخواند و به نام اداره امور عمومی از او التماس کرد که کاتولیک شود، و دلیل آن جنگ وحشیانه‌ای بود که در صورت امتناع او رخ می‌داد. مطابق با قانون سالیک، او آنری را به عنوان وارث خود معرفی کرد.

### آنری چهارم
وضعیت روی زمین در سال ۱۵۸۹ این بود که آنری چهارم پادشاه فرانسه، علاوه بر ناوار، جنوب و غرب و اتحادیه کاتولیک شمال و شرق را در اختیار داشت. رهبری اتحادیه کاتولیک به دوک دو ماین، که به عنوان سپهبد پادشاهی منصوب شد، واگذار شده بود. او و نیروهایش بیشتر مناطق روستایی نورماندی را تحت کنترل داشتند. با این حال، در سپتامبر ۱۵۸۹، آنری در نبرد آرکز شکست سختی را به دوک وارد کرد. ارتش آنری، نورماندی را درنوردید و در طول زمستان شهرها را شهر به شهر دیگر تصرف کرد.
پادشاه می‌دانست که اگر می‌خواهد شانسی برای حکومت بر کل فرانسه داشته باشد، باید پاریس را تصرف کند. با این حال، این کار آسانی نبود. مطبوعات و حامیان اتحادیه کاتولیک به پخش داستان‌هایی دربارهٔ جنایات ارتکابی علیه کشیش‌های کاتولیک و غیر مذهبی‌ها در انگلستان پروتستان ادامه دادند. شهر به جای پذیرش یک پادشاه کالوینیست، آماده مبارزه تا سرحد مرگ بود. نبرد ایوری که در ۱۴ مارس ۱۵۹۰ درگرفت، پیروزی دیگری برای پادشاه بود، و نیروهای آنری پاریس را محاصره کردند، اما با حمایت اسپانیا، محاصره شکسته شد. آنری که متوجه شد حق با سلف او بود و هیچ چشم‌اندازی برای موفقیت یک پادشاه پروتستان در پاریس کاتولیک وجود ندارد، مشهور است که عبارت معروف Paris vaut bien une messe (پاریس ارزش یک مراسم عشای ربانی را دارد) را به زبان آورد. او در سال ۱۵۹۳ رسماً در کلیسای کاتولیک رومی پذیرفته شد و در سال ۱۵۹۴ در شارتر تاجگذاری کرد.
برخی از اعضای اتحادیه به جنگ ادامه دادند، اما تعداد زیادی از کاتولیک‌ها با تغییر مذهب پادشاه برای منزوی کردن فزاینده‌های سخت‌کوش به پیروزی رسیدند. اسپانیایی‌ها تحت شرایط صلح وروین از فرانسه خارج شدند. آنری با وظیفه بازسازی یک پادشاهی از هم پاشیده و فقیر شده و اتحاد مجدد فرانسه تحت یک مقام واحد روبرو بود. جنگ‌ها در سال ۱۵۹۸ به پایان رسید، زمانی که آنری چهارم فرمان نانت را صادر کرد، که درجه‌ای از تحمل مذهبی را به پروتستان‌ها اعطا کرد.
فرانسه، اگرچه همیشه توسط یک پادشاه کاتولیک اداره می‌شد، اما نقش مهمی در حمایت از پروتستان‌ها در آلمان و هلند در برابر رقبای دودمانی آنها، هابسبورگ‌ها داشت. دوره جنگ‌های مذهبی فرانسه به‌طور مؤثر نفوذ فرانسه را به عنوان یک قدرت بزرگ اروپایی از بین برد و به نیروهای کاتولیک در امپراتوری مقدس روم اجازه داد تا مجدداً جمع شوند و بهبود یابند.